# Mae (gruppo musicale)
I Mae (acronimo di "Multi-sensory Aesthetic Experience") sono un gruppo rock fondato a Norfolk, in Virginia, negli Stati Uniti d'America da Dave Elkins e Jacob Marshall.

## Membri
I membri attuali del gruppo sono:
- Dave Elkins (voce, chitarra)
- Zach Gehring (chitarra)
- Jacob Marshall (batteria, pianoforte)
- Mark Padgett (basso)
- Rob Sweitzer (tastiera)

Sono stati membri del gruppo:
- William Clark
- Matt Beck
- Jacob Clemons

## Discografia

### Album
| Titolo                 | Anno | Etichetta            | Posizione in classifica | Posizione in classifica | Posizione in classifica | Posizione in classifica | Posizione in classifica |
| Titolo                 | Anno | Etichetta            | Top 200                 | US Christian            | US Rock                 | US Alternative          | US Digital              |
| ---------------------- | ---- | -------------------- | ----------------------- | ----------------------- | ----------------------- | ----------------------- | ----------------------- |
| Destination: Beautiful | 2003 | Tooth & Nail Records | –                       | –                       | –                       | –                       | –                       |
| The Everglow           | 2005 | Tooth & Nail Records | 51                      | 1                       | –                       | –                       | –                       |
| Singularity            | 2007 | Capitol Records      | 40                      | –                       | 12                      | 13                      | 40                      |

### EPs e B-Sides
| Destination: B-Sides      | 2004 | Tooth & Nail Records              | –   |
| Connect Sets              | 2005 | Tooth & Nail Records Sony Connect | –   |
| Live Music Series: Mae EP | 2006 | Beyond Warped                     | –   |
| The Everglow EP           | 2006 | Tooth & Nail Records              | –   |
| (m)orning                 | 2009 | Cell Records                      | –   |
| (a)fternoon               | 2010 | Cell Records                      | –   |
| (e)vening                 | 2010 | Cell Records                      | TBA |

### Singoli
| 2003 | Embers and Envelopes            | – | Destination: Beautiful |
| 2003 | Summertime                      | – | Destination: Beautiful |
| 2005 | Suspension                      | – | The Everglow           |
| 2005 | Someone Else's Arms             | – | The Everglow           |
| 2007 | Sometimes I Can't Make It Alone | – | Singularity            |
| 2009 | The House That Fire Built       | – | (m)orning              |

### DVD
- From Toledo to Tokyo (Astorya Entertainment, 2005)
- The Everglow: Special Edition DVD (Tooth & Nail Records, 2006)
- Destination: Beautiful Five Year Anniversary (Mae Recording Company, 2008)

### Compilation Appearances
- Happy Christmas Vol. 4 (2005, contributed Carol Of The Bells)
- Punk Goes 90's (2006, contributed March of the Pigs)